# Moon (Gackt)
Moon è il terzo album in studio del cantante giapponese Gackt, pubblicato nel 2002.

## Tracce
1. Noah – 2:14
2. Lu:na – 3:24
3. Wasurenai Kara – 5:11
4. Soleil – 3:42
5. Speed Master – 3:41
6. Fragrance – 4:36
7. Death Wish – 5:53
8. Doomsday – 4:34
9. Missing – 4:30
10. Rain – 5:58
11. Another World – 3:07
12. Memories – 6:42